# 北上コロッケ
北上コロッケ（きたかみコロッケ）は、岩手県北上市の名物、B級グルメ。ジャガイモではなくサトイモを使用する。

## 概要
北上市の特産品である二子さといも、黒毛和牛、白ゆりポーク、アスパラガスを使用したコロッケである。白ゆりポークは岩手県産豚とされることもある。
サトイモが使用されているため、独特の粘りのあるとろっとした食感が特徴となっている。
4つの素材が入っていることのみが要件であるため、製造、提供する店舗により様々なコロッケのレシピがあり、食べ方も様々である。北上市内の提供店ではコロッケ単品だけではなく、コロッケサンド、コロッケ丼、巻き寿司、コロッケ蕎麦など北上コロッケを使用した様々な料理を提供している。
2010年には岩手県からは初めてB-1グランプリに参加した。

## 開発の経緯
北上市の地域は、盛岡藩と仙台藩の境目にあったことで、古くから宿場町として栄えていた。近年では工業団地も多く、業務で北上市を訪れる人も多く、飲食店には活気があるとされる。
北上には米、果物、和牛もあるのだが、これといった「名物」が無かった。そこで何か新名物を生み出そうと北上市調理師会青年部有志で開発が始まった。北上の住民気質として新しいものが入ってくると面白がって取り入れるというものがある。多様な人々を受け入れ、融合して一つの街となっていることに着目し、「いろいろな食材を入れて、相乗効果で美味しくなるメニュー」という目標を立て、4つの特産品を使った北上コロッケが考案された。
ルールは4つの材料のみとし、味付けを各店で自由にしたのは、市内での食べ歩き、食べ比べを考慮した点でもあるが、このことが好評で評判を高めることにもなった。
また、北上コロッケ開発がきっかけとなり、調理人と食材を作る農家との交流が生まれ、互いに相談しあえる関係が構築された。